# Väster-Sandsjön, Värmland
Väster-Sandsjön är en sjö i Hagfors kommun i Värmland och ingår i Göta älvs huvudavrinningsområde. Sjön är 14 meter djup, har en yta på 0,435 kvadratkilometer och befinner sig 258,6 meter över havet. Sjön avvattnas av vattendraget Laggälven (Sandsjöälven).

## Delavrinningsområde
Väster-Sandsjön ingår i det delavrinningsområde (666696-139725) som SMHI kallar för Inloppet i Storsjön. Medelhöjden är 295 meter över havet och ytan är 13,38 kvadratkilometer. Det finns ett avrinningsområde uppströms, och räknas det in blir den ackumulerade arean 45,83 kvadratkilometer. Laggälven (Sandsjöälven) som avvattnar avrinningsområdet har biflödesordning 3, vilket innebär att vattnet flödar genom totalt 3 vattendrag innan det når havet efter 380 kilometer. Avrinningsområdet består mestadels av skog (85 procent). Avrinningsområdet har 0,89 kvadratkilometer vattenytor vilket ger det en sjöprocent på 6,6 procent.